# Wilfried Endlicher
Wilfried Endlicher (* 18. September 1947 in Heidenheim an der Brenz) ist ein deutscher Geograph und Hochschullehrer.

## Leben
Endlicher legte 1966 das Abitur ab und studierte danach Geographie, Romanistik und Meteorologie in Freiburg im Breisgau und Grenoble. Das Studium schloss er 1975 mit dem Staatsexamen ab und war anschließend als wissenschaftlicher Mitarbeiter von Wolfgang Weischet in Freiburg tätig. 1979 promovierte Endlicher in Geographie. Für seine Dissertation erhielt Endlicher den Goedecke-Preis. Nach einer Tätigkeit als wissenschaftlicher Assistent an der Albert-Ludwigs-Universität Freiburg und DAAD-Gastdozent an der Universidad de Concepción in Chile habilitierte Endlicher sich 1985. Nach einer Vertretungsprofessur an der Friedrich-Alexander-Universität Erlangen-Nürnberg (1985/86), einem Heisenberg-Stipendium der Deutschen Forschungsgemeinschaft (1987/88) und einem Forschungsaufenthalt an der University of Florida in Gainesville (1987/88) wurde Endlicher 1988 auf eine C3-Professur für Geoökologie an die Philipps-Universität Marburg berufen. Im Jahr 1998 erhielt Endlicher einen Ruf auf eine C4-Professur für Klimageographie und klimatologische Umweltforschung an der Humboldt-Universität zu Berlin. Seit 2014 ist Endlicher Seniorprofessor. Am 18. Februar 2004 wurde er in der Sektion Geowissenschaften unter der Matrikel-Nr. 6933 als Mitglied in die Deutsche Akademie der Naturforscher Leopoldina - Nationale Akademie der Wissenschaften aufgenommen. Endlicher forscht insbesondere im Rahmen der Stadtklimatologie zu Umwelt, Natur und Gesundheit in großen Städten. Er ist verheiratet und hat drei Kinder.

## Schriften (Auswahl)
- Geländeklimatologische Untersuchungen im Weinbaugebiet des Kaiserstuhls (Zugl.: Freiburg (Breisgau), Univ., Geowiss. Fak., Diss., 1979), Deutscher Wetterdienst, Offenbach am Main 1980, ISBN 978-3-88148-176-2.
- Geoökologische Untersuchungen zur Landschaftsdegradation im Küstenbergland von Concepción (Chile) (Zugl.: Freiburg (Breisgau), Univ., Habil.-Schr., 1985), Steiner, Stuttgart 1988, ISBN 978-3-515-04947-4.
- Einführung in die Stadtökologie. Grundzüge des urbanen Mensch-Umwelt-Systems, Ulmer, Stuttgart 2012, ISBN 978-3-8252-3640-3.
- mit Wolfgang Weischet: Einführung in die allgemeine Klimatologie, 9., überarbeitete Auflage, Gebr. Borntraeger Verlagsbuchhandlung, Berlin/Stuttgart 2018, ISBN 978-3-443-07155-4.
- mit Wolfgang Weischet: Regionale Klimatologie. Teil 2 Die Alte Welt: Europa, Afrika, Asien, B. G. Teubner Stuttgart/Leipzig 2000, ISBN 3-519-03434-4.
- mit Dieter Scherer: Urban Climate and Heat Stress, Part I: DIE ERDE 144, 3-4(2013): 175-180, ISBN 978-3-87670-913-0.
- Das lange Zaudern an den Belastbarkeitsgrenzen des Klimas. In: Geographische Rundschau Jg. 74, Nr. 6-2022: 16-21.